# Lissonoschema solangeae
Lissonoschema solangeae là một loài bọ cánh cứng trong họ Cerambycidae.